# オオヒラウスユキソウ
オオヒラウスユキソウ（大平薄雪草、学名：Leontopodium miyabeanum ）は、キク科ウスユキソウ属の多年草。高山植物。
ハヤチネウスユキソウの変種とする見解もあったが、花のつく茎の葉の数や形が異なり、雌雄異株の傾向が強いことから、ハヤチネウスユキソウとは独立した別種とされている。

## 特徴
茎の高さは10-30cmになり、分枝しないで、白い綿毛がある。茎につく葉は15-30個が互生し、先端が急に細くなる。花期は8月。雌雄異株の傾向があり、頭花は雄花だけのもの、雌花だけのものとなるのが多く、まれに雌雄両花をつける個体もある。頭花の縁に星状につく苞葉は白い綿毛が密生し、先端は円みを帯びる。苞葉の数はハヤチネウスユキソウより多い。
ハヤチネウスユキソウとともに、日本産のウスユキソウの中ではもっともヨーロッパのエーデルワイスに似た外見だと言われている。和名は自生地の大平山（おおびらやま）から来ている。

## 分布と生育環境
北海道後志総合振興局管内の大平山と夕張山地の崕山（きりぎしやま）のみに特産する種で、高山帯の石灰岩地の岩場に生える。

## 保全状況評価
絶滅危惧II類 (VU)（環境省レッドリスト）
（2012年環境省レッドリスト）